# Экономические санкции против Палестинской национальной администрации (2006—2007)
После победы движения «Хамас» на парламентских выборах в январе 2006 года, США и Европейский союз приостановили денежную помощь Палестинской автономии.
В сентябре того же года Соединённые Штаты настаивают на том, что пока не следует размораживать помощь палестинцам, несмотря на предположения некоторых европейских политиков, что пришло время пересмотреть эмбарго.
ООН и гуманитарные организации предупреждают, что действие эмбарго уже привело палестинскую экономику на грань коллапса.